# Október
Október az év tizedik hónapja a Gergely-naptárban. A latin octo szóból származik, melynek jelentése nyolc – utalva arra, hogy eredetileg ez volt a nyolcadik hónap a római naptárban, mielőtt a január és február hónapokat hozzáadták az évhez. A 18. századi nyelvújítók szerint az október: mustonos. A római katolikus egyház októbert a rózsafüzér hónapjának tekinti. A népi kalendárium Mindszent havának nevezi, a protestánsok pedig gyakran a reformáció hónapjának (mivel Magyarországon október 31-én tartják a reformáció ünnepét).

## Október eseményei
- október 1.:

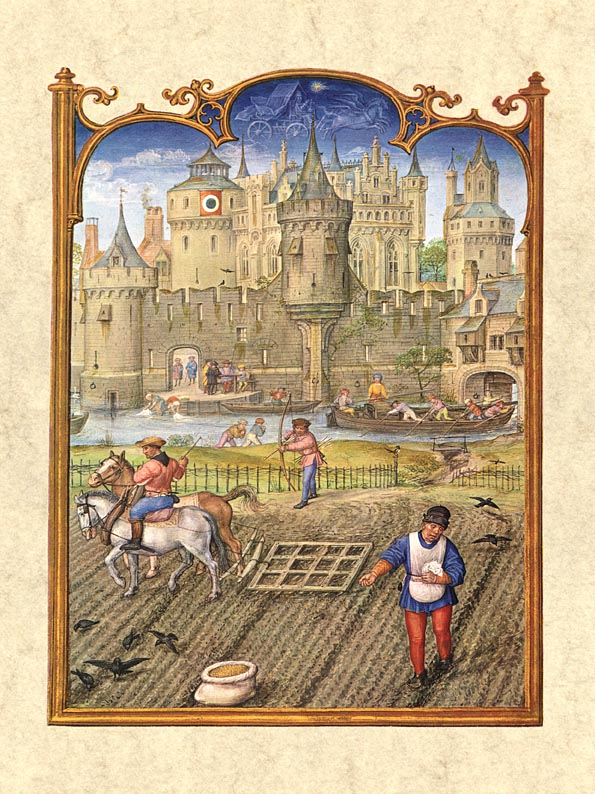
Október a Grimani Breviáriumban

  - zenei világnap – UNESCO (1975 óta)
  - idősek világnapja – ENSZ (1991 óta)
  - Ciprus: A függetlenség napja
  - Kínai Népköztársaság: A Népköztársaság kikiáltásának évfordulója
  - Nigériai Szövetségi Köztársaság: A függetlenség napja
  - Tuvalu (Ausztrália és a Csendes-Óceáni Szigetek): A függetlenség napja
  - Hongkong: nemzeti ünnep
  - Kamerun: egyesülés napja
- október 2.:
  - Guineai Köztársaság: A függetlenség kikiáltásának évfordulója
  - Az erőszakmentesség világnapja (ENSZ által elfogadott, Mahátma Gandhi születésének emlékére) (2007 óta)
- október 3.:
  - Németország nemzeti ünnepe – Nyugat- és Kelet-Németország újraegyesítése
  - Koreai Köztársaság : Nemzeti ünnep, az államalapítás napja, Korea Tangun (Dangun) általi alapításának napja.
- október 4.:
  - Lesothoi Királyság – A függetlenség napja (1966)
  - Assisi Szent Ferenc névünnepe
  - Az állatok világnapja
- október 5.:
  - a Pedagógusok világnapja (1996)
  - Portugália: a köztársaság napja
  - Wallenberg nap (1989 óta)
- október 6.:
  - nemzeti gyásznap – az aradi vértanúk kivégzése
  - Egyiptom: a fegyveres erők napja
- október 7.:
  - a Rózsafüzér királynője ünnepe
- október 8.:
  - Horvátország – a függetlenség napja
  - Peru – Battle of Angamos
- október 9.:
  - Ugandai Köztársaság A függetlenség napja (1962)
  - Puerto Rico: Amerika felfedezésének napja
  - Amerikai Egyesült Államok: Amerika felfedezésének napja
  - Japán: Egészség és sport napja
  - Ecuador:Guayaquil függetlenségének napja
  - Postai világnap – 1874. október 9-én alapították az Általános Postaegyesületet, az alapító országok között volt Magyarország is.
  - Szent Dénes ünnepe
- október 10.:
  - Lelki egészség napja – 1994 óta
  - A halálbüntetés elleni harc világnapja
  - Tajvan nemzeti ünnepe
  - A Fidzsi-szigetek függetlenségi napja
- október 11.: 
  - az Előbújás Világnapja (coming out) (a melegek önfelvállalása).
- október 12.:
  - Spanyolország nemzeti ünnepe – Amerika felfedezése 1492
  - Uruguay, Venezuela, Chile, Paraguay, Mexikó, Argentína, Costa Rica, Kolumbia: Amerika felfedezésének napja
  - Az Egyenlítői-Guinea függetlenségének napja (National Day-1968)
- október 13.:
  - Nemzetközi öltözz ki nap
- október 14.:
  - Szabványosítási világnap
  - Jemen: októberi forradalom
- október 15.:
  - A Fehér bot (a vakok és gyengénlátók) nemzetközi napja (1988 óta)
  - Ölelés világnapja
  - A Falusi nők világnapja (1996 óta)
  - A kézmosás világnapja   (UNICEF)
- október 16.:
  - Szentszék: II. János Pál pápa megválasztásának évfordulója
  - Élelmezési világnap
  - A kenyér világnapja
- október 17.: 
  - A szegénység elleni küzdelem világnapja
- október 18.: 
  - A magyar festészet napja
  - Európai Unió Emberkereskedelem Elleni Napja
  - Alaszka napja
- október 19.: 
  - Albánia: Teréz anya napja
- október 20.: 
  - A csontritkulás világnapja
  - Statisztikai világnap
- október 21.: 
  - Földünkért világnap
  - Vissza a jövőbe nap – A filmtrilógia szerint 2015-ben ezen a napon érkezik meg a múltból Marty McFly és a Doki.
- október 22.:
  - Dadogók nemzetközi világnapja
  - Caps Lock világnapja
- október 23.:
  - a Magyar Köztársaság nemzeti ünnepe – az 1956-os forradalom kitörése
  - a köztársaság napja – köztársaság kikiáltása 1989. október 23-án
  - Kémiai Mólnap
- október 24.:
  - az ENSZ napja
  - Az origami világnapja
  - A magyar operett napja
  - Zambia : A függetlenség napja
- október 26.: 
  - Ausztria nemzeti ünnepe – 1955-ös osztrák alkotmány és függetlenség kikiáltása
- október 28.:
  - Csehország nemzeti ünnepe – 1918-as függetlenség elnyerése
  - Görögország nemzeti ünnep.
  - az Animáció Világnapja, ugyanis a rajzfilmkészítés úttörőjének számító Emile Reynaud ezen a napon nyitotta meg Optikai Színházát Párizsban, 1892-ben. Megünneplését az ASIFA nemzetközi szervezete kezdeményezte 2002-ben
- október 29.: 
  - Török Köztársaság: nemzeti ünnepe
- október 30.:
- október 31.:
  - őszirózsás forradalom
  - a reformáció ünnepe
  - Halloween éjszakája
  - a Samhaint – kelta újévet ekkor ünneplik
- Október első hétfője: Építészek világnapja és Habitat világnap 1986-ban rendezték meg először az ENSZ Emberi Települések Bizottságára (Habitat) utalva.
- Október 5 - 6 Gyalogló világnap.
- Október első hétvégéjén Európai Madármegfigyelő Napok.
- Október második szerdája: A természeti katasztrófák világnapja
- Október második péntekje: a tojás világnapja
- Október második szombatja: a Hospice Ellátás Világnapja.
- Október harmadik vasárnapja: Misszionáriusok Világnapja 1926 óta.
- Október negyedik hétfője: Iskolai könyvtárak világnapja
- Október utolsó munkanapja: Takarékossági világnap
- A hónap utolsó vasárnapján a nyári időszámítás vége
- Október 24 - 30. A lefegyverzés hete
- Október végén érkezik a Halley üstököshöz kapcsolódó meteorraj, az Orionidák.
- A hindu holdnaptár kárttika hónapjában (október-november) az újhold napjára esik a díváli (más néven dípávali, (Dévanágari:दिवाली) a fények ünnepe. A hindu vallás egyik legjelentősebb ünnepe, amelyről a szikh és dzsaina vallásúak is megemlékeznek.
- Október 2. hétfője: Amerikai Egyesült Államok: Kolumbusz-nap (1492), Amerika felfedezésének napja.

## Kiegészítések
- A horoszkóp csillagjegyei közül az alábbiak esnek októberre:
  - Mérleg (szeptember 23. – október 23.) és
  - Skorpió (október 24. – november 22.).[2]
- Október folyamán a Nap az állatöv csillagképei közül a Szűz csillagképből a Mérleg csillagképbe lép.
- október utolsó vasárnapján 3 órakor állítjuk vissza az órát egy órával, ami a nyári időszámítás végét és a téli („normál”) időszámítás kezdetét jelenti.
- A szökőévek kivételével az október a hét ugyanazon napjával kezdődik, mint a január